# Jean-François Callet
Pour les articles homonymes, voir Callet.
Jean-François Callet, né en 1744 à Versailles et mort en 1798 à Paris, est un mathématicien français.

## Biographie
Il est professeur des ingénieurs hydrographes au dépôt de la guerre. Il publie en 1783 une édition des Tables de logarithmes de William Gardiner, et y ajoute en 1795 les logarithmes des sinus pour la nouvelle[En quoi ?] division décimale du cercle.
Cet ouvrage, le plus exact et le plus étendu que l'on[Qui ?] possède en ce genre[réf. nécessaire], est stéréotypé par Firmin Didot puis réédité en 1857 avec des améliorations de J. Dupuis.

## Source
Cet article comprend des extraits du Dictionnaire Bouillet. Il est possible de supprimer cette indication, si le texte reflète le savoir actuel sur ce thème, si les sources sont citées, s'il satisfait aux exigences linguistiques actuelles et s'il ne contient pas de propos qui vont à l'encontre des règles de neutralité de Wikipédia.